# 엄기표
엄기표(嚴基杓, 1924년 9월 15일~2008년 3월 1일)는 대한민국의 정치인이다. 제8대 국회의원을 지냈다. 본관은 영월. 호는 석단(奭壇)이다.

## 학력
- 육군사관학교 3기 졸업
- 육군보병학교 졸업
- 건국대학교 정치대학 행정학과 학사 졸업
- 단국대학교 대학원 정치학과 정치학 석사 졸업

## 경력
- 육군본부 부관감
- 육군본부 병참국장
- 육군 소장 예편
- 민주공화당 중앙상임위원
- 국정교과서 주식회사 상무이사
- 민주공화당 경남 제8지구당위원장
- 제8대 국회의원(경남 하동) (민주공화당)

## 역대 선거 결과
| 실시년도 | 선거   | 대수 | 직책     | 선거구      | 정당       | 득표수   | 득표율          | 순위 | 당락 | 비고 |
| -------- | ------ | ---- | -------- | ----------- | ---------- | -------- | --------------- | ---- | ---- | ---- |
| 1971년   | 총선   | 8대  | 국회의원 | 경남 하동군 | 민주공화당 | 28,368표 | \| \| 58.58% \| | 1위  |      | 초선 |
|          | 58.58% |      |          |             |            |          |                 |      |      |      |

## 상훈
- 충무ㆍ화랑무공훈장